# Osteocephalus germani
Osteocephalus germani é uma espécie de anfíbio anuro da família Hylidae. Está presente no Peru. A UICN classificou-a como deficiente de dados.